# Tsubouchi Shusuke
Tsubouchi Shusuke (坪内 秀介 Tsubouchi Shusuke, sinh ngày 5 tháng 5 năm 1983 ở Takasaki, Gunma) là một cầu thủ bóng đá người Nhật Bản hiện tại thi đấu cho Thespakusatsu Gunma.

## Thống kê sự nghiệp
Cập nhật đến ngày 23 tháng 2 năm 2018.
| Thành tích câu lạc bộ | Thành tích câu lạc bộ | Thành tích câu lạc bộ | Giải vô địch | Giải vô địch | Cúp Hoàng đế Nhật Bản | Cúp Hoàng đế Nhật Bản | J. League Cup | J. League Cup | Tổng    | Tổng      |
| Mùa giải              | Câu lạc bộ            | Giải đấu              | Số trận      | Bàn thắng    | Số trận               | Bàn thắng             | Số trận       | Bàn thắng     | Số trận | Bàn thắng |
| --------------------- | --------------------- | --------------------- | ------------ | ------------ | --------------------- | --------------------- | ------------- | ------------- | ------- | --------- |
| 2002                  | Vissel Kobe           | J1 League             | 1            | 0            | 0                     | 0                     | 0             | 0             | 1       | 0         |
| 2003                  | Vissel Kobe           | J1 League             | 10           | 0            | 1                     | 0                     | 4             | 0             | 15      | 0         |
| 2004                  | Vissel Kobe           | J1 League             | 21           | 0            | 0                     | 0                     | 2             | 0             | 23      | 0         |
| 2005                  | Vissel Kobe           | J1 League             | 9            | 0            | 1                     | 0                     | 1             | 0             | 11      | 0         |
| 2006                  | Vissel Kobe           | J2 League             | 46           | 1            | 0                     | 0                     | -             | -             | 46      | 1         |
| 2007                  | Vissel Kobe           | J1 League             | 13           | 0            | 1                     | 0                     | 5             | 0             | 19      | 0         |
| 2008                  | Consadole Sapporo     | J1 League             | 30           | 0            | 0                     | 0                     | 6             | 0             | 36      | 0         |
| 2009                  | Oita Trinita          | J1 League             | 20           | 0            | 1                     | 0                     | 5             | 0             | 26      | 0         |
| 2010                  | Omiya Ardija          | J1 League             | 26           | 2            | 2                     | 0                     | 3             | 0             | 31      | 2         |
| 2011                  | Omiya Ardija          | J1 League             | 19           | 0            | 0                     | 0                     | 1             | 0             | 20      | 0         |
| 2012                  | Omiya Ardija          | J1 League             | 5            | 0            | 0                     | 0                     | 1             | 0             | 6       | 0         |
| 2012                  | Albirex Niigata       | J1 League             | 9            | 2            | 2                     | 0                     | 0             | 0             | 11      | 2         |
| 2013                  | Albirex Niigata       | J1 League             | 6            | 0            | 1                     | 0                     | 4             | 0             | 11      | 0         |
| 2014                  | Albirex Niigata       | J1 League             | 0            | 0            | -                     | -                     | 2             | 0             | 2       | 0         |
| 2014                  | Jubilo Iwata          | J2 League             | 8            | 0            | 0                     | 0                     | -             | -             | 8       | 0         |
| 2015                  | Jubilo Iwata          | J2 League             | 7            | 0            | 2                     | 0                     | -             | -             | 9       | 0         |
| 2016                  | Thespakusatsu Gunma   | J2 League             | 34           | 2            | 2                     | 0                     | -             | -             | 36      | 2         |
| 2017                  | Thespakusatsu Gunma   | J2 League             | 8            | 0            | 1                     | 0                     | -             | -             | 9       | 0         |
| Tổng cộng sự nghiệp   | Tổng cộng sự nghiệp   | Tổng cộng sự nghiệp   | 272          | 7            | 14                    | 0                     | 34            | 0             | 320     | 7         |